# Family Style
Family Style è un album collaborativo del duo “The Vaughan Brothers”, formato dai fratelli Jimmie e Stevie Ray Vaughan, prodotto da Nile Rodgers e pubblicato il 25 settembre 1990.
L'album è, di fatto, l'unica collaborazione in studio dei due fratelli. Negli anni precedenti, infatti, Stevie Ray Vaughan ha espresso più volte il desiderio di registrare un disco con il fratello Jimmie. Questo desiderio si è poi materializzato nella sua ultima registrazione in studio, pubblicato quasi un mese dopo la sua morte.
Le note di copertina finiscono con un: "Thanks Mama V. for letting us play."

## Tracce
Lato A
1. Hard to Be – 4:42 (Stevie Ray Vaughan, Doyle Bramhall)
2. White Boots – 3:50 (Billy Swan, J. Leslie McFarland)
3. D/FW – 2:52 (Jimmie Vaughan)
4. Good Texan – 4:21 (Jimmie Vaughan, Nile Rodgers)
5. Hillbillies from Outerspace – 3:43 (Jimmie Vaughan, Stevie Ray Vaughan)

Durata totale: 19:28
Lato B
1. Long Way from Home – 3:14 (Stevie Ray Vaughan, Doyle Bramhall)
2. Tick Tock – 4:56 (Jerry Lynn Williams, Jimmie Vaughan, Nile Rodgers)
3. Telephone Song – 3:28 (Stevie Ray Vaughan, Doyle Bramhall)
4. Baboom/Mama Said – 4:29 (Denny Freeman, Jimmie Vaughan, Stevie Ray Vaughan)
5. Brothers – 5:03 (Jimmie Vaughan, Stevie Ray Vaughan)

Durata totale: 21:10
Edizione CD del 1990, pubblicato dalla Sony Music Records (SICP 2234)
1. Hard to Be – 4:41 (S.R. Vaughan, D. Bramhall)
2. White Boots – 3:50 (B. Swan, J. Leslie)
3. D/FW – 2:49 (J. Vaughan)
4. Good Texan – 4:22 (J. Vaughan, N. Rodgers)
5. Hillbillies from Outerspace – 3:35 (J. Vaughan, S.R. Vaughan)
6. Long Way from Home – 3:15 (S.R. Vaughan, D. Bramhall)
7. Tick Tock – 4:57 (J. Vaughan, N. Rodgers, J.L. Williams)
8. Telephone Song – 3:28 (S.R. Vaughan, D. Bramhall)
9. Baboom/Mama Said – 4:29 (J. Vaughan, S.R. Vaughan, D. Freeman)
10. Brothers – 5:05 (J. Vaughan, S.R. Vaughan)
11. Tick Tock – 4:12 (J. Vaughan, N. Rodgers, J.L. Williams) – Bonus Track - Edited Single Version

Durata totale: 44:43

## Musicisti
Hard to Be
- Stevie Ray Vaughan - chitarra, voce
- Jimmie Vaughan - chitarra
- Stan Harrison - sassofono alto, sassofono tenore
- Steve Elson - sassofono baritone, sassofono tenore
- Al Berry - basso
- Larry Aberman - batteria
- David Spinner - accompagnamento vocale

White Boots
- Stevie Ray Vaughan - chitarra
- Jimmie Vaughan - chitarra, voce
- Al Berry - basso
- Larry Aberman - batteria
- Brenda White-King - accompagnamento vocale
- Curtis King Jr. - accompagnamento vocale
- Tawatha Agee - accompagnamento vocale

D/FW
- Stevie Ray Vaughan - chitarra
- Jimmie Vaughan - chitarra
- Al Berry - basso
- Larry Aberman - batteria

Good Texan
- Stevie Ray Vaughan - chitarra, accompagnamento vocale
- Jimmie Vaughan - chitarra, voce
- Al Berry - basso
- Larry Aberman - batteria
- David Spinner - accompagnamento vocale
- George Sims - accompagnamento vocale

Hillbillies from Outerspace
- Jimmie Vaughan - chitarra steel
- Preston Hubbard - contrabbasso
- Doyle Bramhall - batteria

Long Way from Home
- Stevie Ray Vaughan - chitarra, voce
- Jimmie Vaughan - chitarra
- Richard Hilton - pianoforte
- Al Berry - basso
- Larry Aberman - batteria

Tick Tock
- Stevie Ray Vaughan - chitarra, voce
- Jimmie Vaughan - chitarra, voce
- Richard Hilton - tastiere
- Al Berry - basso
- Larry Aberman - batteria
- Brenda White-King - accompagnamento vocale
- Curtis King Jr. - accompagnamento vocale
- Tawatha Agee - accompagnamento vocale

Telephone Song
- Stevie Ray Vaughan - chitarra, voce
- Jimmie Vaughan - chitarra
- Al Berry - basso
- Larry Aberman - batteria

Baboom/Mama Said
- Stevie Ray Vaughan - chitarra
- Jimmie Vaughan - chitarra, organo
- Nile Rodgers - chitarra
- Richard Hilton - organo
- Al Berry - basso
- Larry Aberman - batteria
- Brenda White-King - accompagnamento vocale
- Curtis King Jr. - accompagnamento vocale
- Tawatha Agee - accompagnamento vocale

Brothers
- Stevie Ray Vaughan - chitarra
- Jimmie Vaughan - chitarra
- Rockin' Sidney - accordion
- Preston Hubbard - contrabbasso
- Doyle Bramhall - batteria
- Brenda White-King - accompagnamento vocale

Note aggiuntive
- Nile Rodgers - produttore, missaggio, arrangiamenti (strumenti a fiato)
- John Hampton, Patrick Dillett - ingegneri del suono
- John Goldberger - ingegnere del suono, missaggio
- Richard Hilton - ingegnere del suono, programma
- Dave Shiffman - assistente ingegnere del suono
- Hiro Ishihara - assistente ingegnere del suono
- Jeff Powell - assistente ingegnere del suono
- Katherine Miller - assistente ingegnere del suono
- Michael Vasquez - assistente ingegnere del suono
- Rene Martinez - tecnico chitarra, assistente alla produzione
- Robert Hall - tecnico batteria
- Mark Proct - coordinatore